# Drozdowo (Orzysz)
Drozdowo (deutsch Drosdowen, 1938–1945 Drosselwalde) ist ein Dorf in der polnischen Woiwodschaft Ermland-Masuren, das zur Gmina Orzysz (Stadt- und Landgemeinde Arys) im Powiat Piski (Kreis Johannisburg) gehört.

## Geographische Lage
Drozdowo liegt in der östlichen Woiwodschaft Ermland-Masuren, 25 Kilometer nördlich der Kreisstadt Pisz (deutsch Johannisburg).

## Geschichte
Im Jahr 1555 wurde das Dorf Drosdonenn – nach 1656 Droßdowen und bis 1938 Drosdowen – als ein Zinsdorf gegründet. 
Der Ort gehörte zum Kreis Johannisburg im Regierungsbezirk Gumbinnen (ab 1905 Regierungsbezirk Allenstein) in der preußischen Provinz Ostpreußen. Von 1874 bis 1945 war er Teil des Amtsbezirks Dombrowken (ab 1930 Amtsbezirk Eichendorf).
219 Einwohner waren im Jahr 1910 in Drosdowen gemeldet, im Jahr 1933 waren es schon 234. 
Aufgrund der Bestimmungen des Versailler Vertrags stimmte die Bevölkerung im Abstimmungsgebiet Allenstein, zu dem Drosdowen gehörte, am 11. Juli 1920 über die weitere staatliche Zugehörigkeit zu Ostpreußen (und damit zu Deutschland) oder den Anschluss an Polen ab. In Drosdowen stimmten 200 Einwohner für den Verbleib bei Ostpreußen, auf Polen entfielen keine Stimmen.
Am 3. Juni (amtlich bestätigt am 16. Juli) 1938 wurde Drosdowen aus politisch-ideologischen Gründen der Abwehr fremdländisch erscheinender Ortsnamen in Drosselwalde umbenannt. Die Einwohnerzahl belief sich 1939 auf 232.
Im Jahr 1945 kam das gesamte südliche Ostpreußen in Kriegsfolge zu Polen. Das Dorf erhielt die polnische Namensform Drozdowo und ist heute zusammen mit dem Nachbarort Zastrużne (Sastrosnen, 1938–1945 Schlangenfließ) Sitz eines Schulzenamtes (polnisch Sołectwo) und somit Ortschaft im Verbund der Stadt- und Landgemeinde Orzysz (Arys) im Powiat Piski (Kreis Johannisburg), bis 1998 der Woiwodschaft Suwałki, seither der Woiwodschaft Ermland-Masuren zugehörig.

## Religionen
Bis 1945 war Drosdowen in die evangelische Kirche Eckersberg (polnisch Okartowo) in der Kirchenprovinz Ostpreußen der Evangelischen Kirche der Altpreußischen Union sowie in die römisch-katholische Kirche Johannisburg (polnisch Pisz) im Bistum Ermland eingepfarrt.
Heute gehört Drozdowo katholischerseits zur Pfarrei Szymonka (Schimonken, 1938–1945 Schmidtsdorf) mit der Filialkirche in Dąbrówka (Dombrowken, 1929–1935 Eichendorf) im Bistum Ełk der Römisch-katholischen Kirche in Polen. Die evangelischen Einwohner halten sich zur Kirche in der Kreisstadt Pisz in der Diözese Masuren der Evangelisch-Augsburgischen Kirche in Polen.

## Verkehr
Drozdowo liegt an der bedeutenden polnischen Landesstraße 16 (einstige deutsche Reichsstraße 127), die als West-Ost-Achse durch Nordpolen verläuft. Innerorts endet die Nebenstraße 1698N von Cierzpięty (Czierspienten, 1905–1945 Seehöhe) her kommend.
Die nächste Bahnstation ist Tuchlin (Tuchlinnen) an der – allerdings nicht mehr regulär befahrenen – Bahnstrecke Czerwonka–Ełk (deutsch Rothfließ–Lyck).

## Persönlichkeiten
- Ernst Tiburzy (* 26. Dezember 1911 in Drosdowen; † 2004), deutscher Volkssturm-Bataillonsführer